# متستاكة

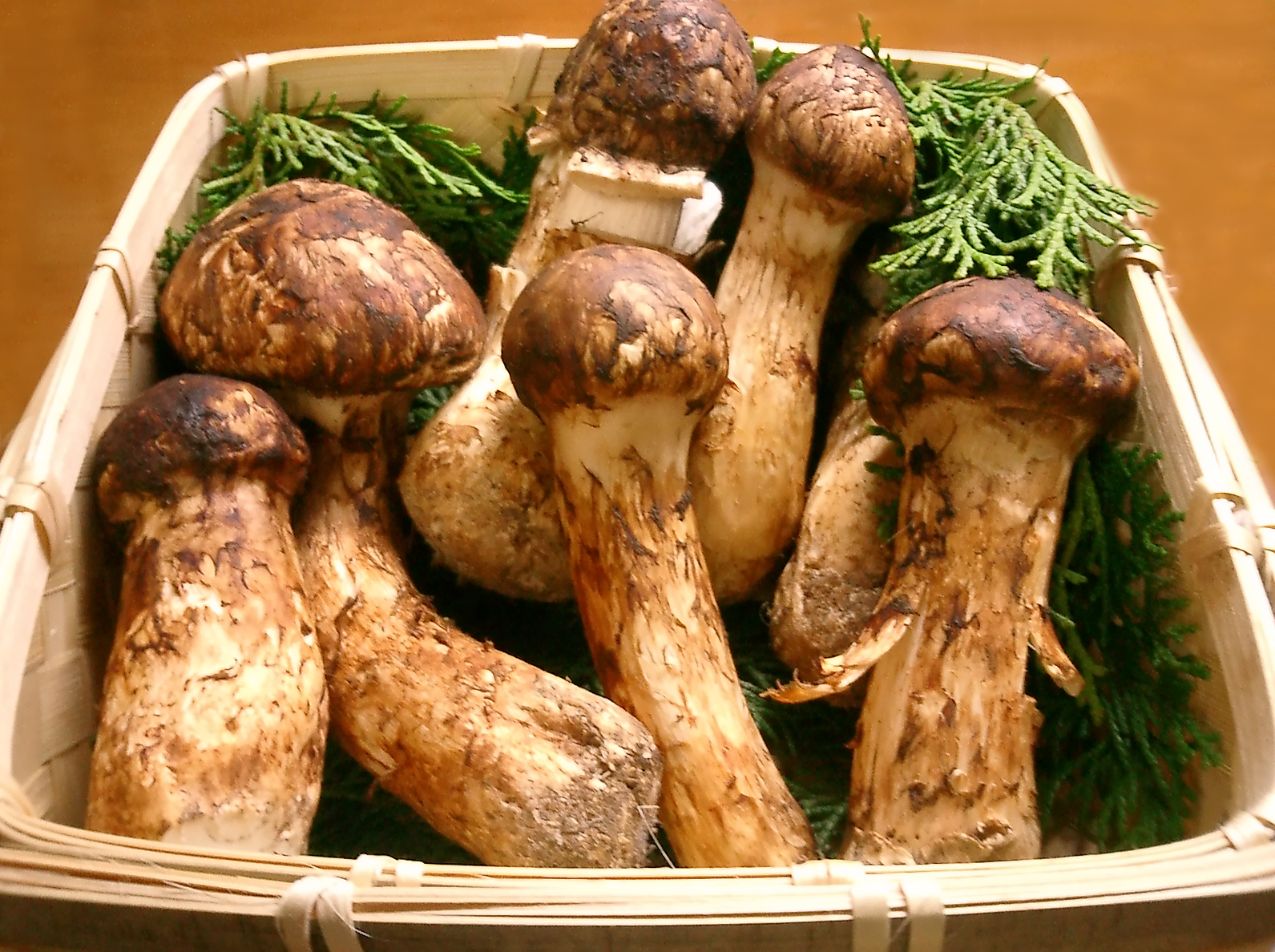
المتستاكة

المَتْسُتَاكَة أو الماتسوتاكي (باليابانية: 松茸، بالإنجليزية: Matsutake) والذي يعني باليابانية فطر الصنوبر، هو نوع من أنواع الجذريات الفطرية الصالحة للأكل، والذي يستخدم بكثرة في الأطباق اليابانية. ينمو فطر المَتْسُتاكة أسفل الأشجار، حيث يكون مخفياً تحت الأوراق المتساقطة، ويكون علاقة حيوية مع جذور أنواع محددة من الأشجار، كشجر الصنوبر الياباني الأحمر، حيث ارتبط وجود هذا الفطر مع هذا النوع بشكل كبير في اليابان، إلا أنه ينمو في مناطق أخرى تحت أنواع أخرى من أشجار الصنوبر والحور.
يستخدم فطر المَتْسُتاكة بشكل كبير في الطبخ، حيث يعتبر المكون الأساسي لحساء المَتْسُتاكة، وأرز المَتْسُتاكة وغيرها من الأطباق، ويتميز برائحته القوية والشبيهة بالبهارات وطعمه المشابه لمزيج من القرفة والصنوبر، إلا أن الطعم قد يكون بنفس حدة وقوة الرائحة.
يباع المَتْسُتاكة في الأسواق بأسعار باهظة، نظراً لصعوبة حصاده، ولانتشار نوع من أنواع الديدان الأسطوانية التي تهدد أشجار الصنوبر التي يكون هذا الفطر معها علاقات حيوية هامة، والذي أدى إلى انخفاض نسبة إنتاج هذا الفطر في اليابان، وبالتالي ارتفاع سعره. يعتمد سعر المَتْسُتاكة في اليابان بشكل أساسي على الجودة، الأصل، وكمية الإنتاج.